# Salle Érard
La Salle Érard è una sala da concerto situata a Parigi, in rue du Mail 13, nel Secondo arrondissement di Parigi.

## Storia
Fa parte dell'hôtel particulier che apparteneva, dal XVIII secolo, alla famiglia Érard di produttori di pianoforti, arpe e clavicembali.
Di piccole dimensioni, ma ben isolata dai rumori della città, con una buona acustica, è più specificamente adatta alla musica da camera.
Durante il XIX e l'inizio del XX secolo fu luogo di premiere e debutti molto importanti sia per le composizioni che per gli interpreti.
Prima della costruzione della Maison de la Radio (1963), la sala serviva da studio di registrazione per la Radiodiffusion française.
Al giorno d'oggi solo il salone vede l'organizzazione di concerti, essendo stati riconvertiti i volumi della sala vera e propria: il volume degli spazi è suggerito dall'organizzazione dei tetti e dalla vecchia facciata d'ingresso al numero 11 di rue Paul Lelong - Parigi 02. Rimane tuttavia apprezzata per la sua acustica e il suo passato carico di storia musicale e artistica.

## Composizioni ed interpreti più importanti
- Érik Satie (orchestrazioni delle sue Gymnopédies di Claude Debussy),
- Jacques Ibert, les histoires (dieci piece per piano) (1923),
- Nellie Melba,
- Ricardo Viñes,
- Maurice Ravel,  Miroirs (1906) , Menuet antique (1892), Histoires naturelles with Jane Bathori (1907), Sonate pour violon et piano (1927), Trois poèmes de Mallarmé (1914),
- Camille Saint-Saëns (1860)[4]
- Ignacy Jan Paderewski (1888)
- Claude Debussy, Triptyque Estampes (1904), Le Promenoir des deux amants (1911)
- Alexander Scriabin (1896)
- Joseph Jongen
- André Caplet, Conte fantastique con Micheline Kahn come arpista, (1923)
- Vladimir de Pachmann (1882)
- Charles Valentin Alkan (1837) e (1880)
- Francis Poulenc
- Reynaldo Hahn, il pianista Édouard Risler (1908)
- Ernest Chausson, Viviane (1883)
- César Franck, Le Chasseur maudit (1883)
- Arthur Honegger, Le Cahier romand (1924)
- Olivier Messiaen, Huit préludes (1930)
- Maurice Delage, Sept haï-kaïs (1925), Quatre poèmes hindous (1914)
- Francis Planté[5]
- Stéphan Elmas e Youra Guller